# Stemma di Isso
Lo stemma di Isso è lo stemma del comune omonimo ed è costituito da uno scudo francese moderno (sannitico) con un capo diviso verticalmente a metà: a destra, lo smalto di verde allude al territorio prevalentemente rurale; a sinistra, il fondo d’azzurro vuole ricordare la presenza di numerosi fontanili e il ricco bacino idrico.
Le due identiche spade incrociate con manico piatto alludono alle numerose battaglie combattute sul territorio già all'epoca del Sacro Romano Impero quando il borgo di Isso fu assegnato alla diocesi di Brescia. Il campo di rosso simboleggia il sangue versato dai suoi abitanti in strenua difesa del proprio territorio.
Lo scudo reca gli ornamenti esteriori da Comune: è timbrato da una corona turrita, mentre ai lati troviamo un ramoscello di alloro sulla sinistra e uno di quercia sulla destra.
È stato concesso con decreto del presidente della Repubblica del 18 gennaio 2006.

## Stemma precedente
Fino al 2005, il comune di Isso aveva in uso uno stemma deliberato il 12 febbraio 1943 dal podestà Pietro Soliveri, che presentava alcune differenze rispetto all'attuale: il capo era di colore verde, con all'interno un fascio littorio incorniciato tra due ramoscelli di alloro e quercia, da cui si estendevano due nastri tricolori verso destra e sinistra (capo del Littorio).
Le spade, sempre incrociate nella parte rossa inferiore, presentavano due manici diversi, uno curvo e uno piatto, atte a ricordare gli eserciti del Sacro Romano Impero e della Repubblica di Venezia che nel territorio di Isso si scontrarono.